# Харитоновка (Крым)
Харито́новка (до 1948 года Аджи́-Кеч; укр. Харитонівка, крымскотат. Acı Keç, Аджы Кеч) — село на территории полуострова Крыма (согласно административно-территориальному делению Украины — Новоандреевского сельского совета Симферопольского района Автономной Республики Крым, согласно административно-территориальному делению России — Новоандреевского сельского поселения Симферопольского района Республики Крым).

## Население
| 2001 | 2014 |
| ---- | ---- |
| 329  | ↘296 |

Всеукраинская перепись 2001 года показала следующее распределение по носителям языка
| Язык             | Процент |
| ---------------- | ------- |
| русский          | 62,31   |
| крымскотатарский | 16,72   |
| украинский       | 19,76   |
| другие           | 0,91    |

### Динамика численности
| - 1805 год — 64 чел. - 1864 год — 19 чел. - 1887 год — 125 чел. - 1892 год — 122 чел. - 1900 год — 49 чел. - 1915 год — 169/79 чел. - 1918 год — 20 чел. | - 1926 год — 228 чел. - 1939 год — 318 чел. - 1989 год — 239 чел. - 2001 год — 329 чел. - 2009 год — 331 чел. - 2014 год — 296 чел. |

## Современное состояние
В Харитоновке 6 улиц, площадь, занимаемая селом, 43 гектара, население, по данным сельсовета на 2009 год, 331 житель.

## География
Село Харитоновка расположено на севере района, в степной зоне Крыма, расстояние до Симферополя — около 35 километров, ближайшая железнодорожная станция Пролётная — в 6 километрах, высота центра села над уровнем моря 104 м. Соседние сёла: Новоандреевка — около 6 км западнее и Новозуевка Красногвардейского района в 2,5 километрах к северу. Транспортное сообщение осуществляется по региональной автодороге 35Н-516 Новоандреевка — Харитоновка (по украинской классификации С-0-11322).

## История
Первое документальное упоминание села встречается в Камеральном Описании Крыма… 1784 года, судя по которому, в последний период Крымского ханства Аджикечь (записано как Гаджи кечь) входил в Ашага Ичкийский кадылык Акмечетского каймаканства. После присоединения Крыма к России (8) 19 апреля 1783 года, (8) 19 февраля 1784 года, именным указом Екатерины II сенату, на территории бывшего Крымского Ханства была образована Таврическая область и деревня была приписана к Симферопольскому уезду. После Павловских реформ, с 1796 по 1802 год, входила в Акмечетский уезд Новороссийской губернии. По новому административному делению, после создания 8 (20) октября 1802 года Таврической губернии, Аджи-Кеч был включён в состав Кадыкойскои волости Симферопольского уезда.
По Ведомости о всех селениях в Симферопольском уезде состоящих с показанием в которой волости сколько числом дворов и душ… от 9 октября 1805 года, в деревне Аджикечь числилось 14 дворов и 64 жителя, исключительно крымских татар. На военно-топографической карте генерал-майора Мухина 1817 года обозначен Аккечь с 11 дворами. После реформы волостного деления 1829 года деревню Аджи Кечь, согласно «Ведомости о казённых волостях Таврической губернии 1829 года», переподчинили из Кадыкойской волости в Айтуганскую. На карте 1836 года в деревне 3 русских двора и 5 татарских, а на карте 1842 года Аджикечь обозначен условным знаком «малая деревня», то есть, менее 5 дворов.
В 1860-х годах, после земской реформы Александра II, деревню приписали к Зуйской волости. В «Списке населённых мест Таврической губернии по сведениям 1864 года», составленном по результатам VIII ревизии 1864 года, Аджи-Кечь — владельческая татарская деревня с 10 дворами и 19 жителями при речкѣ Зуѣ. По обследованиям профессора А. Н. Козловского начала 1860-х годов, в селении имелись колодцы с пресной водой глубиной 10—15 саженей (21—33 м). На трёхверстовой карте 1865—1876 года в деревне Аджикечь обозначено 6 дворов). В «Памятной книге Таврической губернии 1889 года», по результатам Х ревизии 1887 года, записана деревня Аджи-Кечь с 10 дворами и 50 жителями.
После земской реформы 1890 года, Аджи-Кеч отнесли к Табулдинской волостии. Согласно «…Памятной книжке Таврической губернии на 1892 год», в деревне Аджи-Кеч, входившей в Айтуганское сельское общество, было 122 жителя в 18 домохозяйствах, из которых 27 душ владели 3 775 десятинами земли, остальные — безземельные, а по «…Памятной книжке…» 1900 года записано 49 жителей в 4 дворах. Время поселения в деревне крымских немцев лютеран пока точно не установлено, известно, что до революции жители владели 2000 десятин земли и, по Статистическому справочнику Таврической губернии. Ч.II-я. Статистический очерк, выпуск шестой Симферопольский уезд, 1915 год Аджи-Кечь Табулдинской волости Симферопольского уезда числилось 18 дворов с немецким населением в количестве 169 человек приписных жителей и 79 — «посторонних», из которых 145 мужчин и 103 женщины. Жители владели 2306 десятинами удобной земли. В хозяйствах имелось 161 лошадь, 52 вола, 40 коров и 112 голов мелкого скота. Согласно списку 1915 года «…отдельных русских подданных из австрийских, венгерских или германских выходцев, владеющих землёю…» при деревне Аджи-Кечь отмечены следующие владения: Безлер Эмилия Матвеевна, имевшая 84 десятины, 2163 квадратных саженей земли; Безлер Теодор Иванович — 1186 десятин, 2039 кв. саженей; Гекендейбле Вильгельм Яковлевич — 446 десятин, 321 кв. саженей; наследники Кильман Филиппа Филипповича — 1032 десятин, 1953 кв. саженей; наследники Люц Амалия Матвеевна — 169 десятин, 1927 кв. саженей; Рапп Готфрид Давидович — 826 десятин, 603 квадратных сажени. К 1918 году немцев в деревне осталось 20 человек.
После установления в Крыму Советской власти и учреждения 18 октября 1921 года Крымской АССР, в составе Симферопольского уезда был образован Биюк-Онларский район, в состав которого включили село. В 1922 году уезды получили название округов. 11 октября 1923 года, согласно постановлению ВЦИК, в административное деление Крымской АССР были внесены изменения, в результате которых был ликвидирован Биюк-Онларский район и село включили в состав Симферопольского. Согласно Списку населённых пунктов Крымской АССР по Всесоюзной переписи 17 декабря 1926 года, в селе Аджикечь, в составе упразднённого к 1940 году Чонгравского сельсовета Симферопольского района, числилось 52 двора, из них 49 крестьянских, население составляло 228 человек, из них 89 русских, 75 немцев, 45 украинцев, 6 крымских татар, 1 грек, 12 записаны в графе «прочие». В 1928 году в селе была создана коммуна «Пролетарий», в 1930 году вошедшая в колхоз «Трудовик». Постановлением КрымЦИКа от 30 октября 1930 года был вновь создан Биюк-Онларский район (указом Президиума Верховного Совета РСФСР № 621/6 от 14 декабря 1944 года переименованный в Октябрьский), теперь как немецкий национальный (лишённый статуса национального постановлением Оргбюро ЦК КПСС от 20 февраля 1939 года) и Аджикечь включили в его состав, видимо, тогда же был упразднён Чонгравский сельсовет, поскольку к 1941 году он уже не существовал. На 1931 год население составило 292 человека.. По данным всесоюзной переписи населения 1939 года в селе проживало 318 человек. Вскоре после начала Великой Отечественной войны, 18 августа 1941 года крымские немцы из села были выселены, сначала в Ставропольский край, а затем в Сибирь и северный Казахстан.
В 1944 году, после освобождения Крыма от нацистов, 12 августа 1944 года было принято постановление № ГОКО-6372с «О переселении колхозников в районы Крыма», по которому в район из Винницкой и Киевской областей переселялись семьи колхозников. С 25 июня 1946 года в составе Крымской области РСФСР. На последних предвоенных картах — километровой карте Генштаба Красной армии 1941 года и двухкилометровке РККА 1942 года значится один Аджикечь (Аджикечь татарский больше не упоминается) и указом Президиума Верховного Совета РСФСР от 18 мая 1948 года, просто Аджи-Кеч переименовали в Харитоновку (в честь председателя местного колхоза «Трудовик» в 1935—1939 годах Харитона Фёдоровича Снитенко). 26 апреля 1954 года Крымская область была передана из состава РСФСР в состав УССР. Время включения в состав Амурского сельсовета сельсовета пока не установлено: на 15 июня 1960 года село уже числилось в его составе.
Указом Президиума Верховного Совета УССР «Об укрупнении сельских районов Крымской области», от 30 декабря 1962 года Симферопольский район был упразднён и село присоединили к Красногвардейскому. 1 января 1965 года, указом Президиума ВС УССР «О внесении изменений в административное районирование УССР — по Крымской области», вновь включили в состав Симферопольского. В период с 1965 по 1968 год был восстановлен Новоандреевский сельсовет, в который вошло село. По данным переписи 1989 года в селе проживало 239 человек. С 12 февраля 1991 года село в восстановленной Крымской АССР, 26 февраля 1992 года переименованной в Автономную Республику Крым.